# Pentheochaetes trinidadensis
Pentheochaetes trinidadensis es una especie de escarabajo longicornio del género Pentheochaetes, tribu Acanthocinini, subfamilia Lamiinae. Fue descrita científicamente por Gilmour en 1963.
El período de vuelo ocurre durante el mes de diciembre.

## Descripción
Mide 6,5 milímetros de longitud.

## Distribución
Se distribuye por Ecuador, Venezuela y Trinidad y Tobago.